# عبدالکریم سروش
حسین حاج فرج‌الله دبّاغ معروف به عبدالکریم سروش (زادهٔ ۲۵ آذر ۱۳۲۴ در تهران) نویسنده، مترجم و فیلسوف ایرانی است. سروش پژوهشگر فراخوانده در کتابخانهٔ مرکز جان کلاگ و استاد مهمان در دانشگاه‌های پرینستون، ییل، هاروارد و آمستردام و پژوهشگر مهمان در مرکز دین، صلح و فعالیت‌های جهانی در دانشگاه جرج‌تاون بوده است و درس‌های اسلام‌شناسی و مولوی‌شناسی را در این دانشگاه‌ها تدریس کرده است. او با عنوان متفکر برجسته دینی و نظریه‌پرداز دینی مشهور است اگرچه تحصیلات مُدون و مدرک دانشگاهی یا حوزوی در زمینه مربوط به دین پژوهی یا الهیات و به خصوص در زمینه دین اسلام ندارد. او در سال ۲۰۰۴ به‌همراه دو متفکر دیگر، برنده جایزه اراسموس شد. عبدالکریم سروش در سال ۲۰۰۵ به انتخاب مجله تایم در فهرست صد چهره تأثیرگذار جهان قرار گرفت.
سروش در اوایل دهه ۵۰ در رشته داروسازی دانشگاه علوم پزشکی تهران تحصیل کرد پس از فارغ‌التحصیلی به قصد ادامه تحصیل و آشنایی با دنیای غرب، ایران را به مقصد لندن ترک کرد و در مقطع ارشد رشتهٔ شیمی تجزیه در دانشگاه لندن مشغول تحصیل شد که در میانه این دوره در کالج چلسی لندن شروع به تحصیل در مقطع دکترای رشته تاریخ و فلسفه علم کرد که با وقوع انقلاب اسلامی ۱۳۵۷ ایران تحصیل در این دوره را نیز رها کرد و به ایران بازگشت و دو سال بعد به عضویت ستاد انقلاب فرهنگی درآمد و طبق مصوبه‌ای از این ستاد مدرک معادل دکترای تاریخ و فلسفه علم اخذ کرد. سروش با مناظرات تلویزیونی سال ۱۳۶۰ با احسان طبری، نماینده حزب توده و فرخ نگهدار، نماینده چریک‌های فدایی اکثریت مشهور شد. او در طول دهه ۶۰ و اوایل دهه ۷۰ به عضویت هیئت علمی فلسفه در دانشگاه‌های تهران و امام خمینی قزوین درآمد و در دانشگاه‌های متعدد دیگر ایران نیز به تدریس پرداخت.
او نظریات خودش را کلام جدید می‌نامد؛ و مرام کلامی خود را نومعتزلی می‌داند. وبگاه بی‌بی‌سی فارسی در گزارشی، وی را مناقشه‌برانگیزترین روشنفکر دینی و یکی از تأثیرگذارترین متألّهان شیعی نزدیک به سه دههٔ اخیر ایران و رهبر جریان روشن‌فکری اصلاح‌طلب ایران دانست. سروش آثار و تحقیقاتی در زمینهٔ ادبیات فارسی نیز انجام داده و از مولوی‌شناسان حال حاضر است. او تصحیح مثنوی معنوی بر اساس نسخه قونیه را انجام داده؛ که مورد تحسین فراوان قرار گرفت.
توصیه روح‌الله خمینی و تأثیرپذیری سروش از نظرات کارل پوپر در فلسفه علم و فلسفه سیاسی باعث شد وی به عنوان یکی از منتقدان مارکسیسم پس از پیروزی انقلاب ۵۷ مطرح شود. پس از انقلاب فرهنگی او به عضویت ستاد انقلاب فرهنگی درآمد. بسیاری ستاد انقلاب فرهنگی را متهم به اخراج استادان و دانشجویان و بستن دانشگاه‌ها می‌دانند؛ ولی سروش همواره دست داشتن در این اقدامات را تکذیب کرده است، با این توضیح که رویداد انقلاب فرهنگی را باید از ستاد انقلاب فرهنگی جدا دانست و اینکه وظیفه این ستاد بازگشایی دانشگاه‌ها بود که در اثر انقلاب فرهنگی تعطیل شده بودند. او در ابتدا از حامیان روح‌الله خمینی و نظام جمهوری اسلامی بود. در دهه ۷۰ به جلسات سخنرانی او توسط انصار حزب‌الله حمله می‌شد و از تدریس در دانشگاه محروم شد. پس از آن او به آمریکا مهاجرت کرد. در جریان حوادث پس از انتخابات ریاست جمهوری ایران سال ۱۳۸۸ او به انتقاد شدید از جمهوری اسلامی پرداخت و در نامه‌هایی به علی خامنه‌ای و مراجع تقلید، شدیداً انتقاد کرد.
سروش همواره کوشیده است تأویلی جدید از اسلام ارائه کند. دیدگاه‌های او همواره مخالفت‌هایی را در بین روحانیان برانگیخته است. در سال ۲۰۰۹ مجلهٔ فارن پالیسی وی را هفتمین روشن‌فکر مردمی جهان معرفی کرد.

## زندگی

### کودکی و نوجوانی
حسین حاج فرج‌الله دباغ در ۲۵ آذر ۱۳۲۴ (۱۶ دسامبر ۱۹۴۵ میلادی) در شهر تهران، میدان خراسان به دنیا آمد. پدرش کاسب بود.
تحصیلات متوسطهٔ خود را در دبیرستان علوی گذراند و در این دبیرستان به واسطه رضا روزبه با فلسفه و شخصیت‌هایی همچون مرتضی مطهری، سید محمدحسین طباطبایی، مهدی بازرگان، علی شریعتی آشنا شد. سروش به دلیل حضور در دبیرستان علوی، به گروه فکری انجمن حجتیه راه یافت، اما بعد از یک سال به دلیل اینکه این طرز فکر نتوانست پاسخگوی اندیشه وی باشد، آن را رها کرد و به صورت تخصصی‌تر به تحقیق در قرآن و فلسفه اسلامی روی آورد. او سپس در دانشگاه تهران به تحصیل در رشتهٔ داروسازی پرداخت. وی در اوایل دهه ۵۰ شمسی عازم لندن شد و همراه با ادامه تحصیل در رشته شیمی تجزیه به مطالعه فلسفهٔ غرب پرداخت، و به نمایندگی از سید محمد بهشتی، به فعالیت در مراکز اسلامی شیعیان در لندن از جمله مرکز «امام باره» (بعد از انقلاب توسط دولت ایران خریداری شده و به کانون توحید تغییر نام داد) پرداخت. عبدالکریم سروش در هنگام اقامت در انگلستان، در رشته کارشناسی ارشد شیمی تجزیه در دانشگاه لندن و سپس کالج چلسی در تاریخ و فلسفهٔ علم مطالعه کرد.

### پیش از انقلاب ۱۳۵۷
در سال‌های آخر حکومت پهلوی بود که کتاب تضاد دیالکتیکی وی به تألیف درآمد. این کتاب حاشیهٔ تحسین‌آمیز مرتضی مطهری را در پی داشت و محمدعلی رجایی پیرامون آن گفت: «کتاب تو در زندان به ما رسید و آبی بود که روی بسیاری از آتش‌ها ریخت و بچه‌های مسلمان را به سلاح تازه‌ای مسلح کرد.» این کتاب دستمایه‌ای علمی و آکادمیک برای مقابله با ادعاهای ماتریالیست‌ها در زندان شد.
سروش، کتاب دیگری نیز با عنوان «نهاد نا آرام جهان» در باب نظریه حرکت جوهری ملاصدرا تألیف کرد که به پیشنهاد مرتضی مطهری توسط روح‌الله خمینی مورد مطالعه واقع شد و مورد تحسین و تأیید او قرار گرفت. تحسین وی سروش را «مسرور و مفتخر» کرده بود.
سروش در کتاب قصه ارباب معرفت زبان تحسین از روح‌الله خمینی گشود و نوشت «خمینی را پیش از شریعتی شناختم. وقتی دانش‌آموز دبیرستان بودم، پس از رهایی خمینی از زندان در خیل مشتاقان و هواداران بسیار او به حتم به خانه او رفتم و این نخستین بار بود که او را از نزدیک می‌دیدم. سالیان بعد در دوران دانشجویی کتاب مخفی حکومت اسلامی او را خواندم و در سلک مقلدان او درآمدم. در فرنگ او را بهتر و بیشتر شناختم.» وی بعدها در مورد خمینی گفت او شخصاً آدم خوبی بود، اما نظریات نادرستی داشت. به علاوه او از سرکوب مخالفان خود ابایی نداشت. همچنین او برای زندگی فردی انسان‌ها ارزشی قائل نبود، زیرا آن را منبعث از ارادهٔ پروردگار می‌دانست.

### پس از پیروزی انقلاب ۱۳۵۷
وی پس از بازگشت به ایران به هنگام پیروزی انقلاب سعی بسیار کرد که توصیه‌های روح‌الله خمینی را دربارهٔ مارکسیسم که گفته بود «آثار آن‌ها را در فلسفه و خصوصاً در اقتصاد باید خواند» جدی بگیرد. در واقع از یک‌سو این خمینی (مدرس سابق فلسفه اسلامی و صدرایی) بود که او را به نقد مارکسیسم فرا می‌خواند و از سوی دیگر تأثیرات آشکار سروش از فلسفهٔ علم و فلسفهٔ سیاسی کارل پوپر سبب می‌شد به عنوان یکی از منتقدان مسلمان مارکسیسم در ایران پس از ۱۳۵۷ جلوه‌گر شود. در این هنگام رژیم پهلوی سقوط کرده‌بود ومارکسیست‌ها، مهم‌ترین رقیب مسلمانانی به‌شمار می‌آمدند که پس از انقلاب به رهبری روح‌الله خمینی به حکومت رسیده بودند.

مناظره تلویزیونی از راست: عبدالکریم سروش و مصباح یزدی در برابر احسان طبری و فرخ نگهدار در سال ۱۳۶۰

وی طی چند دور مباحثات ایدئولوژیک به همراه مصباح یزدی در صدا و سیما به مباحثه با نمایندگان گروه‌های سیاسی چپ ایران مانند احسان طبری و فرخ نگهدار پرداخت. عبدالکریم سروش در جدل کردن با مخالفان فقیه و روحانی خود چیره‌دست بود بخش مهمی از آثار وی نیز باز نوشت سخنرانی‌های اوست. خطابه و جدل، از ابزارهای بیانی و استدلالی مهم متکلمان و متألهان مذاهب بوده است. عبدالکریم سروش که خود را بنیان‌گذار «کلام» یا الهیات جدید می‌دانست، نتوانست از شیوه خطابه و جدل چشم بپوشد.
پس از انقلاب فرهنگی و تعطیلی دانشگاه‌ها با معرف محمد بهشتی و تأیید روح‌الله خمینی، به عضویت در ستاد انقلاب فرهنگی درآمد و تا سال ۱۳۶۲ که این ستاد منحل شد عضو آن ماند.
در سال ۱۳۶۰ سروش کوشید با بهره‌گیری از فلسفه آنالیتیک، مقولاتی را در نقد مارکسیسم طرح کند. این مقولات به تدریج در کتاب «دانش و ارزش» به سوی نقد ایدئولوژی اسلامی کشیده‌شد. در کتاب تفرج صنع، وی کوشید از حیثیت اجتماعی و موقعیت معرفت‌شناختی علوم انسانی دفاع کند و در گفتاری از «وحشی و بی‌وطن بودن علم» سخن گفت و بیان کرد علم ایرانی و غربی یا اسلامی و مسیحی نداریم. وی می‌خواست با این تصور روحانیان، که معتقد بودند علوم انسانی رقیب دین هستند و باید اسلامی‌شوند، بستیزد. سخنان او باعث شد که نشریه دانشگاه انقلاب و دانشجویان تندرو در نقد او مقاله نوشتند و منتشر کردند و از «علم انسانی – اسلامی» به دفاع برخاستند. همچنین سروش از «انقلاب آموزشی» سخن به میان می‌آورد و می‌گفت انقلاب‌ها به اراده و اختیار نیستند و از همین‌روی، نمی‌توان انقلاب کرد بلکه انقلاب می‌شود.
بحث‌های صریح وی باعث شد که با توصیه روح‌الله خمینی اعضای ستاد انقلاب فرهنگی به قم رفتند و با اعضای جامعه مدرسان حوزه علمیه قم گفتگو کردند.
زبان عبدالکریم سروش به عنوان یک متکلم اگرچه از نظر ادبی کهنه‌گرا به‌شمار می‌رفت نثری در قید سجع بود، برخی از دانشجویان و جوانان را به خود جذب کرد. ادبیاتی که او در زمینه الهیات و تبیین مفاهیم تازه فلسفه علم و معرفت‌شناسی آفرید، بر زبان دوره‌ای از روشنفکری ایران و مخالفان و منتقدان اندیشه عبدالکریم سروش اثر نهاد. او به سبب تحصیلاتش در علم تجربی، تلاش بسیاری کرد تا رشته فلسفه علم را در دانشگاه‌های ایران جای دهد.
در دهه ۱۳۶۰ نوشته‌های او و غلام‌علی حدادعادل به عنوان کتاب درسی «بینش اسلامی» در دبیرستان تدریس می‌شد و صدا و سیما سخنرانی‌های او را پخش می‌کرد.
وی تلاش کرد از دین در جامعهٔ ایرانِ بعد از انقلاب ایدئولوژی‌زدایی کند؛ و با باور به عقلِ مستقل از وحی، عقل و تجربه را با ره‌یافتی معرفت‌شناسانه در کنار وحی بنشاند و کلام، اخلاق و عرفان دینی را، در جایگاهی برتر از فقه بنشاند.
مقالات عبدالکریم سروش با عنوان «قبض و بسط تئوریک شریعت» در نشریه «کیهان فرهنگی» از اردیبهشت ۱۳۶۷ تا خرداد ۱۳۶۹ منتشر می‌شد. در این مقالات او نظریاتی در مورد «معرفت‌شناسی دین» مطرح کرد که بر پایه آن دین از معرفت دینی جداست. او معتقد است دین اگرچه الهی و کامل است؛ ولی معرفت دینی را همانند دیگر معرفت‌های آدمی می‌داند که معروض به خطا هستند. این نظریه که شناخت سنتی از دین را منسوخ اعلام می‌کرد، مخالفت‌های گسترده فقیهان را در پی داشت و همچنین از این رو که ولایت دینی و فقهی را ناراست با سرشت جهان جدید می‌دانست، دشمنی مقامات حکومتی را با سروش برانگیخت.

### محرومیت از تدریس و خروج از ایران
وی در دوران ریاست جمهوری هاشمی رفسنجانی، از تدریس در دانشگاه محروم شد. سروش در نامه‌ای، به وی هشدار داد که دانشگاه‌ها در فشار شدید هستند و از این دانشگاه‌ها انتظار عالمان بزرگ نداشته‌باشید. در مهرماه سال ۱۳۷۴، هنگام سخنرانی در دانشکدهٔ فنی دانشگاه تهران، هواداران «انصار حزب‌الله» به سروش یورش بردند و او را مروج فرهنگ لیبرال و هموارکننده راه بی‌دینی جوانان خواندند. از آن پس، تدریس و سخنرانی‌های عبدالکریم سروش همواره با مشکل امنیتی رویارو بود. پس از آن او به آمریکا مهاجرت نمود.

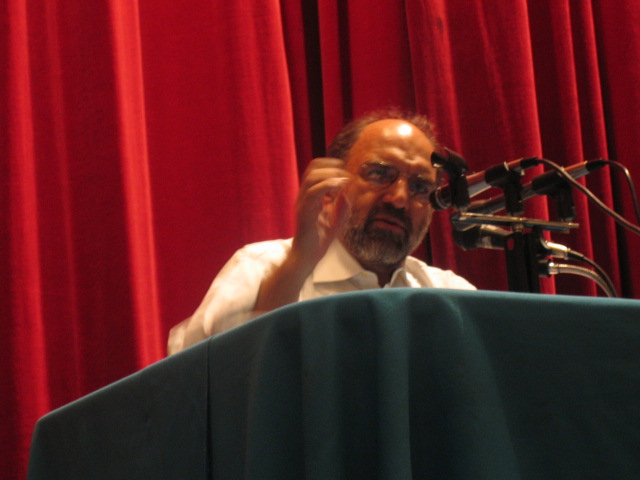
عبدالکریم سروش در حال سخنرانی در دانشگاه صنعتی شریف

سروش در دانشگاه‌های آمریکا، آلمان، هلند و… در زمینه‌های مولوی‌شناسی، اسلام‌شناسی و فلسفه علم به تدریس پرداخت
و اگر به سمیناری در ایران دعوت می‌شد، مقاله می‌فرستاد.
همچنین او در مؤسسهٔ آی‌اس‌آی‌ام هلند (مؤسسه تحقیق در اسلام معاصر)، تحقیقاتی شخصی روی کتاب‌های خود انجام داد و در دانشگاه آمستردام فلسفهٔ سیاست در اسلام را تدریس کرد. سپس به آمریکا رفت و در دانشگاه کلمبیا کار تحقیقی کرد و بعد از آن برای تدریس به دانشگاه جرج تاون در واشینگتن رفت.
وی از سال ۱۳۷۸ به تدریس در دانشگاه‌هایی مانند دانشگاه هاروارد و دانشگاه پرینستون (۱۳۸۱–۱۳۸۰) مشغول بوده است. سروش فلسفه علم و فلسفه تاریخ را در دانشگاه تهران، دانشگاه بین‌المللی امام خمینی قزوین، دانشگاه مشهد، دانشگاه شیراز، دانشگاه تربیت مدرس و موسساتی چون «انجمن حکمت و فلسفه» تدریس کرده است.
او در سال ۲۰۰۴ در آمستردام، جایزه اراسموس را دریافت کرد.
و در سال ۲۰۰۹، مجله «فارن پالیسی» در پی یک نظرسنجی عمومی، بر اساس نتایج آرای اخذ شده آنلاین، نام وی را در لیست صد روشنفکر برتر جهان آورد. این در حالی بود که نام نوام چامسکی، ال گور، برنارد لوئیس، اومبرتو اکو، آمارتیا سن، فرید زکریا، گری کاسپاروف و ماریو بارگاس یوسا در رده‌های پایین‌تر از او قرار گرفته‌اند.

## انقلاب فرهنگی
سروش در مورد انقلاب فرهنگی گفته است «آنچه که در سال ۱۳۵۸ در کشور رخ داد حقیقتاً نه انقلاب بود و نه فرهنگی». وی این اتفاق را نزاعی میان جناح‌های مختلف در دانشگاه‌ها دانسته که هر کدام می‌خواستند دانشگاه را به نفع خود مصادره کنند که جناح نزدیک به قدرت و حکومت در این نزاع پیروز شد که نتیجهٔ آن بسته شدن دانشگاه‌ها بوده است.
به گفته سروش «دانشگاه‌ها قبل از بسته شدن، دانشگاه نبودند. اصلاً زمان، زمان انقلاب بود. کلاس درسی تشکیل نمی‌شد. هر روز تظاهرات بود. گروه‌های مختلف سیاسی و چریکی به دانشگاه آمده و بساط گسترده بودند.»

### عضویت در ستاد انقلاب فرهنگی
ستاد انقلاب فرهنگی به دستور روح‌الله خمینی، مرکب از سروش و شش نفر دیگر با نام‌های حسن حبیبی، شمس آل‌احمد، جلال‌الدین فارسی، محمدجواد باهنر، ربانی‌املشی و علی شریعتمداری تشکیل شد. او تا سال ۱۳۶۲ که این ستاد منحل شد و به شورای عالی انقلاب فرهنگی تغییر نام یافت، عضو آن ماند.
سروش در مورد ستاد انقلاب فرهنگی گفته است این ستاد هنگامی تشکیل شد که دانشگاه‌ها بسته شده بود و وظیفه ستاد انقلاب فرهنگی نه بستن که بازگشایی یا به‌گشایی دانشگاه‌ها بوده است. وی یکبار نزد روح‌الله خمینی رفت و با تأکید بر ضرورت بازگشایی دانشگاه‌ها، این اقدام را خارج از توان خود خواند چون در آن شرایط سخن گفتن از بازگشایی دانشگاه، مترادف با سازش‌کاری و غیر انقلابی بودن بود. با سخنرانی روح‌الله خمینی در مورد ضرورت بازگشایی دانشگاه‌ها، مسیر آن هموار شد. سروش کوشش ستاد انقلاب فرهنگی را بازکردن هرچه زودتر دانشگاه‌ها دانسته که پس از یک سال و نیم به این مقصود رسید. تأسیس نشر دانشگاهی از جمله کارهای وی در ستاد انقلاب فرهنگی است.
گرچه اعضای ستاد انقلاب فرهنگی هر یک عضو حزب و وابسته به جریانی در جمهوری اسلامی بودند، اما تنها سروش و شمس آل‌احمد بودند که کمتر رابطه‌ای با گروه‌های خارج از ستاد داشتند، چنان‌که آل‌احمد به سروش می‌گفت «ما تنها دو عضو این ستادیم که وابسته به احزاب نیستیم و چه تنهاییم.» بعدها شمس آل‌احمد از ستاد کناره‌گیری کرد و باهنر هم در بمب‌گذاری کشته شد. سروش دو بار استعفای خود را تقدیم روح‌الله خمینی کرد، ولی استعفایش به تأیید وی نرسید.
او در مورد پاکسازی استادان و دانشجویان وابسته به حکومت شاه گفته است:

«ستاد انقلاب فرهنگی نه کمیته‌ای برای پاکسازی داشت نه آئین‌نامه‌ای برای آن نوشته بود و نه دستورالعملی در این خصوص به دانشگاه‌ها داده بود. پاکسازی‌ها نه با دانشگاهیان شروع شد و نه در دانشگاه‌ها با ستاد انقلاب فرهنگی آغاز گردید و نه به دست آن ادامه یافت. اساساً یکی از اولین حوادثی که از فردای پیروزی انقلاب رخ داد، داستان پاکسازی‌ها بود و تا جایی که به خاطر دارم اکثریت گروه‌های سیاسی موافق آن بودند.»
همچنین صادق زیباکلام در مصاحبه‌ای در سال ۱۳۷۸ با لوح، شماره پنج، گفته است «اینجا من برای ثبت در تاریخ باید بگویم که شورای انقلاب به هیچ‌وجه دستورالعملی نداده بود که استادان را اخراج کنید. حتی ستاد انقلاب فرهنگی هم چنین دستوری نداده بود. این به دست خود مسؤولان دانشگاه‌ها و دانشکده‌ها بود که چه جوری ببُرند و بدوزند.»
وی با انتقاد از یک استاد حقوق دانشگاه تهران، که گفته بود «سروش علمدار تعطیل دانشگاه‌ها» بود گفت «آیا تاکنون روشن نشده است که انقلاب فرهنگی چیزی بود و ستاد انقلاب فرهنگی چیزی دیگر؟ و آیا هنوز معلوم نشده است که عبدالکریم سروش و حبیبی و باهنر و… در ستاد انقلاب فرهنگی نقش داشته‌اند نه در انقلاب فرهنگی؟ و آیا هنوز جا نیفتاده است که انقلاب فرهنگی برای بستن دانشگاه‌ها بود و ستاد انقلاب فرهنگی برای بازکردن آن‌ها، به نحوی پیراسته‌تر و اسلامی‌تر؟»
سروش همچنین در جواب سخنان نجفی وزیر اسبق آموزش عالی که پاکسازی استادان را براساس آئین‌نامه مصوب ستاد انقلاب فرهنگی دانسته بود، گفت «نمی‌دانم آقای محمدعلی نجفی (سیاستمدار زاده ۱۳۳۰) چه حجتی بر این گفته دارند.» وی صراحتاً اعلام کرد ستاد انقلاب فرهنگی هیئت و آئین‌نامه‌ای برای این کار نداشت و گزارشی به آن داده نمی‌شد و از او کسب تکلیفی نمی‌کردند و کمیته‌های پاکسازی مطلقاً مستقل بودند. اعضایشان را نه ما نصب کرده‌ایم و نه می‌شناختیم.
قسمتی از مصاحبهٔ عبدالکریم سروش دربارهٔ انقلاب فرهنگی:
«آقای ربانی املشی، روحانی مسوول تصفیه استادان بودند که مرحوم شدند. بعدها افراد تازه‌ای آمدند، از جمله آقای احمد احمدی (نماینده مجلس) که تا امروز هم در شورا حضور دارند – دکتر داوری، دکتر پورجوادی و… همچنین مایلم یادآوری کنم که وزیر علوم هم آن زمان عضو شورای عالی انقلاب فرهنگی بود. ابتدا دکتر عارفی و بعد به مدت طولانی آقای دکتر نجفی که از قضا مسوول تصفیه‌های وزارت علوم بود. وقتی من آخرین بار از وزارت علوم گزارش خواستم، آن‌ها در گزارشی محرمانه به من اعلام کردند که ۷۰۰ نفر از استادان تصفیه شده‌اند. این گزارش‌ها و آمارها مطلقاً در اختیار ما نبود. اگر تصفیه‌ها کار خلافی بوده که در شورا انجام شده است، همه بودند. آقای شریعتمداری بود، آقای جلال الدین فارسی بود که با تصفیه‌ها همراه بود و ارتباط مستقیم هم با اسدالله لاجوردی داشت. یک جناح‌هایی در کشور مایلند وظیفه شورای انقلاب فرهنگی را در تصفیه استادان خلاصه کنند و اعضای آن را هم در وجود بنده. یک نفر اسم از آقای شریعتمداری یا آقای احمدی نمی‌برد که اتفاقاً ایشان هم بسیار موافق تصفیه‌ها بودند.»
بعضی از منتقدان، سروش را به عنوان یکی از عوامل وقوع انقلاب فرهنگی ایران می‌دانند و عقیده دارند که عبدالکریم سروش خود در پی ریزی انقلاب فرهنگی، که دریچه‌های علم و اندیشه را از مراکز آکادمیک ایران بست، نقش مؤثری داشته است.

## پس از انتخابات ریاست جمهوری سال ۱۳۸۸
سروش در مورد انتخابات دهم ریاست جمهوری گفته است «این اتفاقی که در ایران افتاد و خیلی هم جالب بود یک معنای ویژه‌ای را نیز از دمکراسی نشان داد. مردم عزمشان را جزم کرده بودند که احمدی‌نژاد را عزل کنند و این یکی از نمادهای بارز دموکراسی و جمهوریت در کشور ما بود که موانعی آمد و آن را سد کرد.»
وی در انتخابات ریاست جمهوری سال ۸۸ به حمایت از مهدی کروبی پرداخته بود.
سروش در نامه‌ای دربارهٔ نتیجهٔ انتخابات، آن را «خیانت درصندوق امانت» دانست و گفت «هیچ چیز مهیب‌تر از زخمی کردن غرور یک قوم» نیست.
وی در نشستی در دانشگاه سواس لندن در مورد تحلیل آیندهٔ جنبش اعتراضی و جنبش سبز، صدای مردم را صدای خدا دانست که چون سایهٔ مبارکی باید جامعه را فرا بگیرد. سروش «تقلب خونین» در انتخابات را «معصیت خجسته» نام نهاد و گفت: «معصیت از آن جهت که گناه حاکمان بود و خجسته از آن جهت که مردم راه خود را یافتند.»

به عقیدهٔ سروش، مهم‌ترین دست‌آورد جنبش سبز، دو مسئلهٔ «حق» و «آزادی» بوده است. بعد از انقلاب ایران (۱۳۵۷) که استقلال کشور تا حدود زیادی تأمین شده است «استبداد» اهمیت و برجستگی بیشتری پیدا کرده و جنبش سبز هم به دنبال این است که به‌طور کلی تمامی ریشه‌های استبداد را تحت هر نامی که باشد از کشور بزداید. وی معتقد است: 
«در حال حاضر اسلام حاکم دو مشخصه دارد: اول اینکه اسلام استبدادی است و دوم اینکه اسلام خرافی است. با خرافه‌زدایی و استبدادزدایی به سوی یک «تفسیر سبز» از اسلام خواهیم رفت.»

### نامه به سیّد علی خامنه‌ای
وی در ۱۹ شهریور ۱۳۸۸ در نامه‌ای انتقادی به سید علی خامنه‌ای گفت «خطا کرده‌اید، خطایی سخت. تدبیر این خطا را من دوازده سال پیش به شما نشان دادم. گفتم آزادی را چون روش برگیرید.» وی همچنین در این نامه از همکاری با جمهوری اسلامی ابراز تاسف کرد: 
«بارخدایا تو گواه باش، من که عمری درد دین داشته‌ام و درس دین داده‌ام، از بیداد این نظام استبداد آئین برائت می‌جویم و اگر روزی به سهو و خطا اعانتی به ظالمان کرده‌ام از تو پوزش و آمرزش می‌طلبم.»

### تبیین خواسته‌های جنبش سبز
به‌دنبال وقایع عاشورای ۱۳۸۸، عبدالکریم سروش به همراه عبدالعلی بازرگان، عطاءالله مهاجرانی، محسن کدیور و اکبر گنجی در بیانیه‌ای موسوم به «خواسته‌های بهینه جنبش سبز» خواسته‌های دهگانهٔ جنبش سبز را که شامل مواردی همچون استعفای محمود احمدی‌نژاد، آزادی مطبوعات، آزادی زندانیان سیاسی، آزادی اجتماعات و استقلال قوه قضائیه می‌شد، ارائه کردند.
سروش در این باره گفت اگر یکی از خواسته‌ها، همچون آزادی مطبوعات یا آزادی متفکران و فعالان سیاسی از زندان اجرا شود؛ «فضای کشور به کلی متحول» می‌شود.
وی معتقد است جمهوری اسلامی از این موضوع آگاه است و به همین خاطر در برابر این خواسته‌ها به شدت ایستادگی می‌کند. او خواسته‌های جنبش سبز را در چارچوب قانون اساسی جمهوری اسلامی قابل تحقق می‌داند، ولی اجرای مفاد قانون اساسی را نیز امری انقلابی تلقی می‌کند.
او در گفتگویی با روزنامه «دی تسایت» چاپ آلمان گفت: «علی خامنه‌ای دیگر بر فراز نیروهای متخاصم قرار ندارد، بلکه خود جزئی از مشکل است». وی وظیفه جنبش سبز را تأسیس نظامی بر پایه دموکراسی و حقوق بشر دانسته و گفته است «به نظر من یک نظام دموکراسی می‌تواند بر پایه دین استوار باشد. می‌توان به نام اسلام از حقوق دموکراتیک شهروندان دفاع کرد.»

### پیشنهاد مهاجرت به مراجع
سروش در خرداد ۱۳۸۹ طی نامه‌ای به مراجع آنان را به مهاجرت از قم به نجف دعوت کرد:
دلیران عرصه جهاد اکبر، تیغ زبان آختند و بر دولت غاصب تاختند. ارادتی بخلق نمودند و سعادتی بردند. اکنون نوبت شما خاموشان ناخرسند است. توقع محرومان و مظلومان از شما بسی بیش از آن است که افسرده‌دل و پریشان حال بنشینید و در عیان از ملامت جباران تن زنید و در نهان شکوه به درگاه قاصم الجبارین برید، یا مخفیانه بر در ارباب بی مروت دنیا پیامی بفرستید و جوابی نشنوید. کار از اعوذ و لاحول نمی‌رود و خواهش و سفارش از اثر افتاده است و سکوت در مقابل جباران صدای آن‌ها را بلندتر کرده است؛ و حال که نه رای موافقت دارید نه یارای مخالفت، مصلحت در مهاجرت است. جهاد اصغر کنید. خاطر بدست تفرقه دادن نه زیرکی‌ست. اگر دهان‌ها را بسته‌اند پای‌ها را که نشکسته‌اند. الفرار مما لایطاق من سنن المرسلین. باید برون کشید ازین ورطه رخت خویش.

#### واکنش‌ها
در واکنش به این پیشنهاد سروش علی لاریجانی، رئیس مجلس شورای اسلامی، این پیشنهاد را «مرموزانه» و بی‌اهمیت خواند.
همچنین محمد یزدی گفت: «امروز فردی که تا چندی پیش قرآن را قبول نداشت و رسماً می‌گوید که قرآن تراوشات فکری پیامبر (ص) است، در آخرین اطلاعیه‌اش علما را نصیحت کرده است که چرا ساکتید، بلند شوید و از جنبش سبز حمایت کنید.»
و روزنامه کیهان در نوشته‌ای که مدعی شد از قول جامعه مدرسان حوزه علمیه قم است، سروش را مرتد اعلام کرد. این روزنامه نوشت: «سروش با تخطئه مبانی نظام اسلامی و ولایت فقیه، ارتداد خود را بر همگان ثابت کرد و با همراهی اپوزیسیون خارج‌نشین در جهت سازماندهی فتنه ۸۸ همدستی خود با سازمان اطلاعاتی سیا و موساد را به اثبات رساند.».
بعد از انتشار خبر ارتداد سروش از روزنامه کیهان، عضو جامعه مدرسان صدور این بیانیه را تکذیب کرد.

## انتقاد از رهبر جمهوری اسلامی
پس از سخنرانی ۱۴ خرداد ۱۳۸۹ علی خامنه‌ای در بهشت زهرا، عبدالکریم سروش طی نامهٔ صریحی تحت عنوان «فتور در قوه ناطقه (و عاقله؟)» به انتقاد از او پرداخت. وی خطاب به سید علی خامنه‌ای گفته است نطق و منطقش «خشکیده» و بهتر است خود «ردای نا به اندام ریاست را از تن بیرون کند» و به مسجد کرامت مشهد که پیش از انقلاب به آن رفت‌وآمد داشته بازگردد. در غیر اینصورت باید مجلس خبرگان که او اعضای آن را «خفتگان» و «سردمزاجان گرمخانه» خوانده بیدار شوند و رهبری را عزل کنند.

## انتشار بیانیه بعد بازداشت و شکنجه دامادش در ایران توسط مأموران امنیتی
در این بیانیه با اعلام این که حامد، داماد سروش، حدود ده ماه پیش از نوشتن این نامه توسط نیروهای امنیتی جمهوری اسلامی بازداشت شده، آمده است:
«باغ وحش ولایت، طعمه می‌خواست. دیوان با داغ و درفش به سراغش آمدند و وحشت‌ها به جانش افکندند و دست آخر دو راهه‌ای پیش پای او نهادند که: یا دست از جان بشوی یا به صدا و سیما بیا و هر چه ما می‌خواهیم بگوی.»
عبدالکریم سروش، که به ویژه به دنبال آغاز اعتراض‌ها به دنبال انتخابات ریاست جمهوری سال۸۸ در ایران به انتقادهای خود از حکومت جمهوری اسلامی شدت بخشید و طولی نکشید در اسفند ماه سال ۸۹ با انتشار نامه‌ای از بازداشت و شکنجه داماد خود (حامد معصومی) در ایران خبر داد. وی ادعا کرد بازجویان داماد وی را تحت فشار قرار داده بودند تا بگوید، همسرش «..... است و شایسته طلاق».

شرح فرازهایی از نامهٔ او: 
«از او دو چیز ناقابل می‌خواستند: یکی اینکه فاش بگوید همسرش هرزه و هرجایی است و لذا شایسته طلاق. دیگر اینکه پدر همسرش (عبدالکریم سروش) "مردکی" است به اصناف رذایل آراسته و وابستگی‌ها به اجانب دارد و حرام خوار و ناپاک و دشمن شریعت و طریقت و حقیقت است و…»
او در بیانیه خود با اشاره به شکنجه دامادش در دوران بازداشت، نوشته است: «وحوش ولایت گمان می‌بردند که "حلقه ضعیف زنجیر" را یافته‌اند و آن را زود می‌شکنند و به صاحب دیوان گزارش پیروزی نمایان می‌دهند و پاداش فراوان می‌برند، و چون مناعت و مقاومت حامد، پنجه قساوتشان را شکست، برای شکستن کامل او دست به کار شدند، روحش را رنجه و جسمش را شکنجه کردند (کمترینش آن که یک شب تا صبح، برهنه در سردخانه‌ای، او را لرزاندند و ترساندند و …)»
«و عاقبت با حالی نزار و بدنی بیمار او را به خانه فرستادند. در خانه، گاه از قوت رنج و شدت اضطراب چنان بی‌تابانه سر را به دیوار می‌کوفت که نزدیک بود سر و دیوار با هم بشکنند. حالا هم که به گوشه‌ای در خارج خزیده است، هنوز کابوس داغ و درفش می‌بیند و دیوان درنده را همه جا در تعقیب خود می‌پندارد.»
عبدالکریم سروش در بیانیه خود همچنین می‌نویسد: «قصه پر غصه خود را که با من گفت از سر شرم و دلداری گفتم: "خدا از آنان نگذرد." سخنم تمام نشده بود که عقده خشمش شکافت و بر من آشوفت که "آقای دکتر اسم خدا را نبرید، خدا نیست، نیست، نیست… خدا در آن تاریکخانه کجا بود که من بی‌گناه و بی‌پناه زجر می‌بردم و ضجه می‌زدم و از او پناه می‌جستم و آن درندگان بی‌شرم با تمسخرشان مرا بیشتر می‌گزیدند و می‌دریدند؟ خدای واحد قهار چه می‌کرد آن وقت که آن سه دیو تبهکار، به نام خدا، در من افتادند و مرا بی‌جان کردند؟..."»
«گویی مرا به چالش می‌کشید، مرا که عمری الهیات و فلسفه و عرفان تدریس کرده بودم. پیدا بود که نه تنها راحت و سلامتش را ستانده‌اند، وجدان و ایمانش را هم لرزانده‌اند، آشکارا چیزی در او تکان خورده و فروریخته بود. حادثه کوچکی نبود: خدا را جسته بود و نیافته بود! خسوف الوهیت را، مرگ را، بی‌پناهی را، شکنجه را، تزویر دینی را، قساوت بی‌امان را، شر عریان را، سبعیت بی‌مرز انسان را، همه را یک جا چشیده و آزموده بود. حقاً تجربه مهیبی بود.»
«گفتمش دین همچو شراب است. آن چنان را آن چنان‌تر می‌کند. حیوان‌ها را حیوان‌تر و انسان‌ها را انسان‌تر می‌کند. آن حیوانات، آن وحوش ولایت، که با تو درافتادند البته دیندار بودند و منافق نبودند و درست همین دینداری، درندگیشان را افزون‌تر کرده بود. چون به نام خدا می‌دریدند. چون دریدن را نه بازیچه، نه حق بلکه تکلیف خود می‌دانستند.»
«خواجگان مسند ولایت هم چنین‌اند. آن‌ها هم قتل و غصب و تجاوز را تکلیف خود می‌دانند و برای آن "حجت شرعی" دارند و همین آنان را خطرناک‌تر می‌کند.»
«گفتمش اگر مشفقانه بنگری آن وحوش هم بیمارند، بیماران روانی حقارت دیده و طعم کرامت ناچشیده. آرزو کن که هوای دیار ما دیگر بیمار پرور نباشد، شهید پرور نباشد، نفاق پرور نباشد، ولایت پرور هم نباشد. به‌جای آن، عاقل پرور و خنده پرور و شفقت پرور باشد. آرزو هم کافی نیست، تکاپو کن.»
دکتر عبدالکریم سروش در پایان بیانیه خود نوشته است: «بار خدایا! از غزالی آموخته‌ام که هیچ‌کس را لعنت نکنم حتی یزید را، اما اینک فروتنانه از تو رخصت می‌طلبم تا بر جمهوری کافرپرور اسلامی ایران، لعنت و نفرین بفرستم.»
هر چند دکتر سروش توضیح بیشتری دربارهٔ مدت بازداشت دامادش نداده است، اما از نامه وی چنین بر می‌آید که داماد وی پس از آزادی به اتفاق همسرش، کیمیا سروش، از ایران گریخته است.
عبدالکریم سروش در یکم دیماه ۱۳۹۰ بار دیگری در نامه‌ای سرگشاده به انتقاد علی خامنه‌ای و شیوه رهبری‌اش پرداخت. در این نامه، سروش، ضمن یادآوری هشدارهایی که پیش از این به علی خامنه‌ای داده است، به دست آوردهای جمهوری اسلامی قلم نقد می‌کشد و اوضاع مصیبت بار را حاصل از ضعف بصیرت و سوء سیاست وی می‌داند.
عبدالکریم سروش در این نامه چنین می‌نویسد:
حرٌ زمانه و هنرمند دلیر و آزاده، محمد نوری زاد، باب نقد ناصحانه و نصح ناقدانه رهبری را گشوده است و از اصحاب قلم و اجتهاد خواسته است تا دعوت او را لبیک گویند و به نوبه خود ادای تکلیف و امر به معروف کنند و دفتر انتقاد را کلان‌تر سازند، مگر این آواهای نازک ناقدانه بدل به فریاد شود و پرده گوشی و صفحه وجدانی را بلرزاند و گره از کار فرو بسته خلقی بگشاید.
آقای سید علی خامنه‌ای رهبر جمهوری اسلامی ایران
صاحب این قلم چند بار با شما با عتاب و درشتی سخن گفته و مذمّت‌ها و ملامت‌ها بر شما باریده و قلم را بر سیاهی‌ها و تباهی‌ها گریانده است اما اینک بر آن است تا خشم خود را فروخورد و قلم را به جانب دیگر بگرداند و از در ارشاد و نصیحت و انذار و موعظت در آید؛ و اگر چه به عین الیقین پایان دولت سحر مدت شما را نزدیک می‌بیند، راه نکونامی و نیک سر انجامی را به شما نشان دهد، مگر به جاروب انصاف خانه قدرت را از خاشاک ستم بپیرایید و از خدا و خلق آمرزش و پوزش بطلبید و بند از پای عدالت و آزادی بردارید و زندانیان استبداد را آزاد و استبداد را (که اعظم منکرات عالم است) زندانی کنید و آب حکمت را به جوی حکومت بازگردانید و بازی سیاست را به قاعده کنید و جامه ریاست را به اندازه ببرید و بقیه دوران زعامت را به توبه و تدارک سپری کنید تا سپید روی به دیدار خدا روید.

آقای خامنه‌ای
ولایت فقیه البته نه شرعاً اعتبار دارد نه عقلاً و کثیری از فقها و عقلا با آن مخالفند اما هرچه هست به معنای ولایت سیاسی‌ست نه ولایت معنوی، و مفهومی جز ریاست و زعامت فقیه ندارد. امتحان کنید و همین را آشکارا بیان کنید «کافرم گر جوی زیان بینی». تا نا آشنایان، «ولایت فقیه» را دیگر عین ولایت باطنی و قداست معنوی نشمارند. دکان این مغالطه را خودتان ببندید. ریاست و سیاست را رنگ قدسی و آسمانی نزنید. صادقانه و آمرانه به صدا و سیما بگوئید تا ازین پس از زعامت فقیه سخن بگوید نه از ولایت او. تا هیچ مؤمنی به هوس ذوب شدن سر در تنور ولایت نکند و در آرزوی شفا یافتن، نیم خورده «ولیّ خدا» را نخورد و «بر زمینی که نشان کف پای تو بود» بوسه نزند و برای انتقاد کردن وجدان و ایمانش نلرزد.

## اندیشه‌شناسی
سروش همواره کوشیده است تا تأویلی جدید از اسلام را ارائه کند. این تأویل، به‌ویژه در مقابل اسلام بنیادگرایانه قرار می‌گیرد.
پلورالیسم دینی
نحوه ورود سروش به پلورالیسم دینی متأثر از آموزه‌های عرفانی بود. وی تحت تأثیر مولانا و ابن عربی قرار داشت. صورت‌بندی وی از پلورالیسم دینی مبتنی بر دو رویکرد است. در رویکرد اول، دینداری را به سه سنخ تقسیم می‌کند: دینداری معیشت‌اندیش، دینداری معرفت اندیش و دینداری تجربت‌اندیش.
وحی و قرآن
سروش مدعی است تمام معرفت‌های بشری و استنباط‌های انسانی از دین، تاریخی است و معروض خطا.
او در یک مصاحبه جنجالی گفت قرآن نه تنها محصول شرایط تاریخی خاصی است که در بستر آن شکل گرفته، بلکه برآمده از «ذهن پیامبر اسلام» و تمام محدودیت‌های بشری اوست. او در تولید قرآن، نقش پیامبر اسلام را محوری می‌داند.
این سخنان اعتراض مراجع تقلید را به دنبال داشت. وی در پاسخ به این که در پاره‌ای از روزنامه‌ها و سایت‌های اینترنتی اخیراً آورده‌اند که دکتر سروش رسماً نزول قرآن را از جانب خدا انکار کرده و آن را کلام بشری محمد دانسته است، این حرف را مزاح یا غرض سیاسی نامید.
ولایت فقیه
عبدالکریم سروش انتقاداتی را نسبت به نظریه ولایت فقیه وارد کرده و گفته است ولایت فقیه، عین استبداد دینی است و با این نظریه اصولاً نمی‌توان نظم دموکراتیک به وجود آورد. حتی هیچ‌کس نمی‌تواند در ذیل نظریه ولایت فقیه، عدالت بورزد چون همان‌گونه که فیلسوفان قدیمی گفته‌اند، قدرت مطلقه فساد مطلق می‌آورد. او می‌نویسد: «تئوری ولایت فقیه، عین استبداد دینی است. با این تئوری اصولاً نمی‌توان نظم دموکراتیک به وجود آورد. حتی هیچ‌کس نمی‌تواند در ذیل تئوری ولایت فقیه، عدالت بورزد چون همان‌گونه که فیلسوفان قدیمی گفته‌اند، قدرت مطلقه فساد مطلق می‌آورد. پارساترین فرد هم اگر در راس جامعه با قدرت غیرپاسخگو قرار گیرد بعد از چند سال بسیار از عدالت فاصله خواهد گرفت؛ لذا تئوری ولایت فقیه آیت‌الله خمینی از همان آغاز یک تئوری غیراخلاقی بود ولی در عمل هم خوشبختانه ماهیت خودش را نشان داد و اکنون بیش از گذشته با تجربه تلخ جمهوری اسلامی مشخص شده که تئوری ولایت فقیه، تئوری عدالت‌ورزانه‌ای نبوده و نیست. اگر چیزی باید قربانی شود، آن قدرت مطلقه و اختیارات مطلقه فقیه است، اگر این سایه شوم از سر ایران برداشته شود و آفتاب عدالت بتابد مردم ایران می‌توانند رنگ آزادی و عدالت را ببینند.»
حکومت دینی

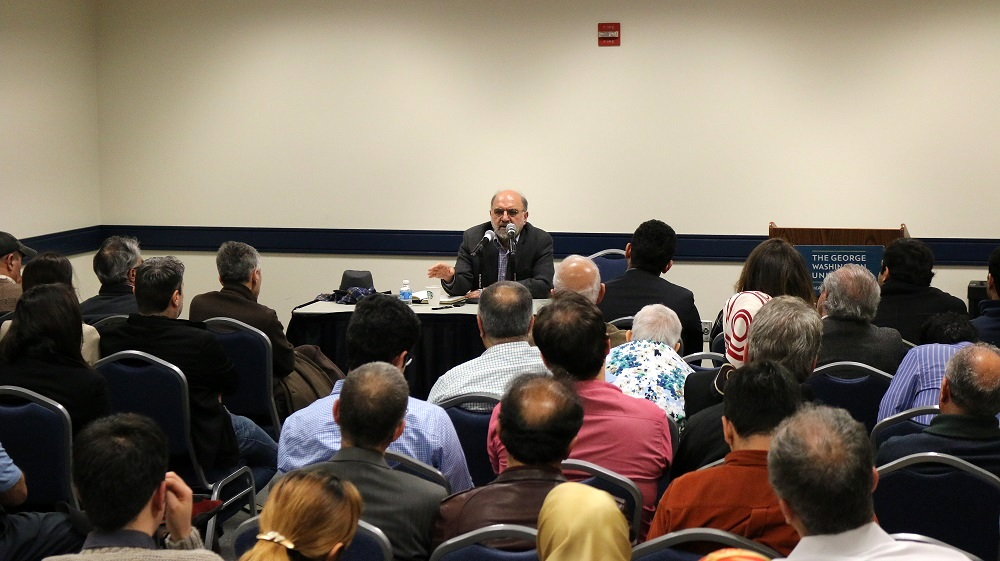
سخنرانی سروش دربارهٔ مفهوم تاریخ در دانشگاه جورج واشینگتن، دسامبر ۲۰۱۵

او دربارهٔ حکومت دینی گفته است شاید بتوان گفت حکومت دینی به دو دلیل نمی‌تواند بنا شود. یکی اینکه با قدرت نمی‌توانید ایمان و عشق بسازید و دوم این‌که اساس حکومت دینی بر تکلیف بنا شده است، در حالی که روزگار ما روزگار حق‌مداری است.
سروش نظریه‌پرداز اصلی نظریه حکومت اسلامی را محمد تقی مصباح یزدی می‌داند. وی معتقد است مراد مصباح یزدی و همفکرانش از حکومت اسلامی همان «حکومت فقهی» و برپا کردن جامعه دینی است.
دموکراسی
سروش معتقد است دموکراسی را نمی‌توان از منابع اسلامی همچون قرآن و احادیث استنتاج کرد ولی ساختن مدل‌هایی از دموکراسی که با ارزش‌ها و ایده‌آل‌های اسلامی سازگار باشد ناممکن نیست. از میان دو نوع اصلی تئوری‌های مربوط به دموکراسی، یعنی دموکراسی‌های متکی به رویه‌های حقوقی و دموکراسی‌های لیبرال، سروش تئوری دوم یعنی دموکراسی‌های لیبرال را با اسلام سازگار نمی‌داند. در حالی که پیدا کردن تشابهات و زمینه‌های مشترک بین رهیافت‌های ناظر به دموکراسی‌های متکی به رویه‌های حقوقی و رویه‌های شرعی در فقه اسلامی امکان‌پذیر است. بر این اساس دموکراسی‌های متکی به رویه‌های حقوقی می‌توانند به مثابه الگوهای احتمالی برای مدل‌های در حال توسعه دموکراسی سازگار با هنجارها و ارزش‌های اسلامی عمل نمایند.
سکولاریسم
او سکولاریسم را به‌طور کل به دو دسته تقسیم کرده و به تشریح آن‌ها پرداخته است:
- سکولاریسم سیاسی: سکولاریسم سیاسی یعنی انسان، نهاد دین را از نهاد دولت جدا کند و حکومت نسبت به تمام فرقه‌ها و مذاهب نگاهی یکسان داشته باشد و تکثر آن‌ها را به رسمیت بشناسد و نسبت به همه آن‌ها بی‌طرف باشد.[۶۶] وی سکولاریسم سیاسی را به معنای جدا کردن حکومت از دین می‌داند و نه جدا کردن دین از سیاست. به گفته او، اگرچه یک معنی سکولاریسم نفی دخالت روحانیت در امور تعریف می‌شود ولی این به معنی نفی دخالت دین نیست.[۲۸]
- سکولاریسم فلسفی: سکولاریسم دیگری داریم با نام سکولاریسم فلسفی که معادل با بی‌دینی و بی اعتقادی به دیانت است و نوعی ماتریالیسم (ماده‌گرایی) است. این نوع سکولاریسم با اندیشه دینی غیرقابل جمع است.[۶۶]

مهدویت سیاسی
عبدالکریم سروش از معدود متفکرانی است که به واکاوی نسبت میان مهدویت و سیاست و ارائه تصویری نو از مهدویت پرداخته است. وی معتقد است مهدویت سیاسی در طول تاریخ حداقل به چهار شکل خود را در سیاست نشان داده است:
- نظریهٔ ولایت مطلقهٔ فقیه:نظریه ولایت مطلقه فقیه که با دموکراسی سازگار و قابل جمع نیست فرزند مهدویت سیاسی است. مهدویت سیاسی توجیه‌گر امتیازات ویژه فقها برای حکومت در نظریه ولایت فقیه است. مهدویت سیاسی بر اساس نظریه ولایت مطلقه فقیه، ولی فقیه را نائب حجت بن الحسن فرض می‌کند و همان اختیاراتی را به ولی فقیه در قدرت و تصرف در نفوس و اعراض و اموال مسلمین می‌دهد که امام غائب داراست.[۶۹]
- نظریه سلطنت به نیابت از امام زمان پادشاهان صفوی: شکل دیگر مهدویت سیاسی در طول تاریخ که سروش به آن اشاره می‌کند نظریه «سلطنت به نیابت از امام زمان پادشاهان صفوی» بوده است. این تز در واقع نظریه سیاسی صفویان بود. این تز هم با دموکراسی آشکارا در تعارض است.[۶۹]
- نظریه بی‌عملی سیاسی حجتیه: شکل دیگر مهدویت سیاسی مورد اشاره سروش، نظریه بی‌عملی سیاسی در زمان غیبت و غاصب شمردن حکومت‌های پیش از ظهور «امام زمان» است. در طول تاریخ بسیاری از فقهای شیعه مدافع این نظریه بودند و قبل از انقلاب اسلامی هم این نظر توسط انجمن حجتیه تبلیغ می‌شد.[۶۹]
- نظریه اسلام انقلابی یا انتظار مذهب اعتراض شریعتی: از دید سروش یکی دیگر از اَشکال مهدویت که با دموکراسی چندان همخوانی ندارد نظریه «انتظار مذهب اعتراض» دکتر علی شریعتی است. شریعتی در مقاله انتظار مذهب اعتراض در قامت یک اتوپیا گرا و تاریخ گرای معتقد به جبر تاریخ ظاهر می‌شود که رویکردی پراگماتیستی به انتظار و مهدویت برای تغییر وضع موجود و دست یابی به اتوپیای مورد نظر خود دارد.[۶۹]

روشنفکری دینی
سروش به عنوان یک روشنفکر دینی پس از انقلاب همواره سعی در توضیح روشنگری دینی داشت. سروش روشنفکری چه عرفی و چه دینی را پیوند میان سنت گذشته و تجدد حال مطرح می‌کند و دین را به عنوان یکی از همین سنن به جای مانده شایسته شناخت دوباره در عصر تجدد و مدرنیته می‌داند.
به اعتقاد سروش این روشنفکران دینی بودند که وام کردن از اندیشه‌های دیگر را در یک جامعه دینی ماکسیمالیست که فکر می‌کند چون دین دارد پس همه چیز دارد، مباح و مجاز کردند. سروش می‌گوید: «در چنین جامعه‌ای از دیگران گرفتن و اقتباس کردن حرام شمرده می‌شود. اما روشنفکران دینی این راه را باز کردند و به مردم گفتند که می‌توانند دیندار باشند در عین حال به تجدد، به مغرب زمین و اندیشه‌های نو هم بله بگویند. دیگر این که روشنفکران دینی اخلاق را برتر از فقه نشاندند و گفتند که فقه یک شعبه دین و یک ضلع است اما مهم‌ترین ضلع نیست و اضلاع بسیار مهم دیگری دارد که اخلاق مهم‌ترین آن است و یک جامعه دینی وقتی واقعاً دینی است که اخلاقی باشد و نه فقهی و این که فقهی کردن جامعه به زور امکان‌پذیر هست اما اخلاقی کردن جامعه هنگامی انجام می‌گیرد که با تربیت، با آموزش و کار عمیق فرهنگی انجام بگیرد.»
روح‌الله خمینی
«آقای خمینی، مردمی‌ترین رهبری بود که در تاریخ این کشور ظهور کرد… خمینی باسوادترین رهبر این کشور بوده تا کنون؛ از ایام اولیه حکومت هخامنشیان تا روزگار حاضر هیچ‌کس به لحاظ علمی به پای او نمی‌رسید… در تاریخ ما آقای خمینی واقعاً یک نمونهٔ بی‌نظیر بود در مقام حکومتداری. خمینی سابقه خوبی داشت. در گذشته او هیچ چیز ناپاکی وجود نداشت. نه مال مردمی را خورده بود. نه آدمی را کشته بود. نه تجاوزی به حق کسی کرده بود. هیچ‌کدام اینها نبود. مرد شجاعی بود…»

### خوانش رؤیا از آیات قرآن
سروش در نظریه‌ای که به رؤیای رسولانه مشهور شده است، چنین بیان می‌کند که آیات قرآن حاصل رؤیای محمد بوده‌اند و تشریح کرده است که محمد به عنوان یک مخلوق از خدا پرتر بوده و ریشه آیات قرآن از درون خود محمد و به‌واسطه عالم رؤیا بوده است از این رو آیات قرآن را نیازمند خواب‌گزاری می‌داند و نه تفسیر. کسانی که با سروش مخالفت کردند عالم رؤیا خواندن منشأ قرآن را به مفهوم بازشدن راه برای دروغ خواندن قرآن می‌دانستند. وی در پاسخ آن‌ها گفت که «اگر وحی نبی را حجت می‌دانید رؤیای او را نیز حجت بدانید». در برنامه پرگار سروش در مناظره‌ای دو جلسه‌ای با منتقد مخالف خودش عبدالعلی بازرگان، کسی که حامی دیدگاه تفسیری و مخالف رؤیا خواندن قرآن است، اینچنین مطرح کرد که با خوانش رؤیا از آیات قرآن، تناقضات و موارد انتقادات اخلاقی در قرآن توجیه می‌شوند. او با تأیید اینکه مطابق گفته‌های تمام مورخان محمد در زمان وحی «دچار احوال نامتعارفی می‌شد چیزی شبیه خواب بلکه سنگین‌تر از خواب» قرآن را نیازمند خواب‌گزاری دانست.

## از نگاه ناقدان

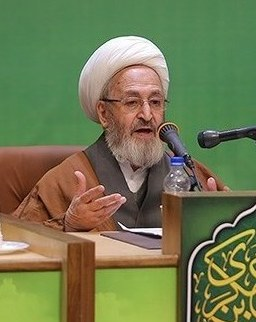
آیت‌الله جعفر سبحانی

- سید حسین نصر ضمن اظهار این مساله که سروش دانش خیلی خوبی دارد و مثلا نسبت به مثنوی و آیات قرآنی و علوم جدید مطلع است، بیان می‌دارد که سروش برخلاف مستشرقینی همچون هانری کربن، اصالتی برای فلسفه اسلامی قائل نیست. به علاوه به گفته نصر، سروش دانش دینی را انکار می‌کند. مضافا، بعضی از مسائلی که سروش بیان می‌دارد از جمله اینکه ((پیامبر اسلام سهم مهمی در وحی داشته)) بحث جدیدی نیست و مستشرقین زیادی این گونه گفته‌اند و صرفا برای محیط داخل ایران تازگی دارد. به گفته نصر، افکار سروش اگرچه اهمیت دارد اما اهمیت دورمدت آن چندان زیاد نیست. در این مورد، نصر سروش را با شریعتی مقایسه می‌کند که در دوران خود بسیار درخشید اما به مرور کمرنگ شد. (اگرچه نصر سروش را خیلی باسوادتر از شریعتی می‌داند). با اینحال نصر معتقد است برای پویایی فکری در ایران نباید به این نوع تفکر حمله کرد. به علاوه اینکه فلسفه اسلامی مجبور باشد به افکار مخالف خود جواب دهد، آن را قوی‌تر  می‌کند.[۷۴]

- جعفر سبحانی طی یادداشتی، با عنوان «اندیشه‌های عصر جاهلی در آیینه ادبیات پرآب و رنگ امروز»، به اظهارات عبدالکریم سروش دربارهٔ قرآن واکنش نشان داده است و با طرح این سؤال که «او با آن چهره نورانی، و بیان شیرین، روزگاری مدرس نهج‌البلاغه بود. خطبه امام را به نحو دلپذیری تفسیر می‌کرد، چه شد که از این گروه این همه فاصله گرفت؟» گفت «نظریات سروش باعث سست شدن ایمان جوانان می‌شود.» وی اظهار امیدواری کرد که سروش بار دیگر به «آغوش امت اسلامی» بازگردد.[۷۵][۷۶] پاسخ سروش آغازگر مباحثی میان طرفین در باب قرآن شد.[۷۷]

سروش در یکی از نامه‌های سرگشاده خود به جعفر سبحانی اعلام کرد که آنچه منجر به سست شدن ایمان جوانان ایران می‌شود، نظریه‌های دینی وی نیست؛ بلکه «رفتار عافیت‌جویانه و گفتار خرد ستیزانه پاره‌ای از روحانیان» است.
- عده‌ای در پی طرح سؤالی از ناصر مکارم شیرازی از وی در مورد دیدگاه‌های سروش پرسیدند که وی در جواب نوشت: «به یقین این‌گونه سخنان هیچ گونه سازگاری با متون اسلامی به خصوص قرآن مجید ندارد و دانسته یا ندانسته جسارت عظیمی به قرآن مجید و پیامبر عظیم‌الشان اسلام است و قداست قرآن را زیر سؤال می‌برد.» وی در پایان نوشت: «سروش لازم است از گفته‌های خود توبه نموده و عذر تقصیر به پیشگاه خداوند و قرآن بیاورد و برای جبران بکوشد.»[۷۸][۷۹]
- منتقدانی هم از پایگاه فلسفه غرب مانند محمدرضا نیکفر (فیلسوف پدیدارشناس) و جواد طباطبایی (فیلسوف سیاسی) به انتقاد از سروش پرداخته‌اند. «عدم انسجام منظومه فکری عبدالکریم سروش»، «تکیه او بر ذات‌باوری»، «درک ناراست‌اش از مفاهیم بنیادی فلسفه سیاسی» و نیز «الهیات مسیحی» از جمله انتقادات آنان است. گرچه سروش به انتقادات ناقدان سنتی و مذهبی‌اش پاسخگو بوده است ولی حتی یک مقاله در پاسخ بدان‌ها ننوشت. همچنین دیدگاه‌های معتدل اما نقادانه ای ارائه شده که تحول منضبط در معرفت دینی را تقریر نموده اما نتایج دیگری از آن گرفته است.

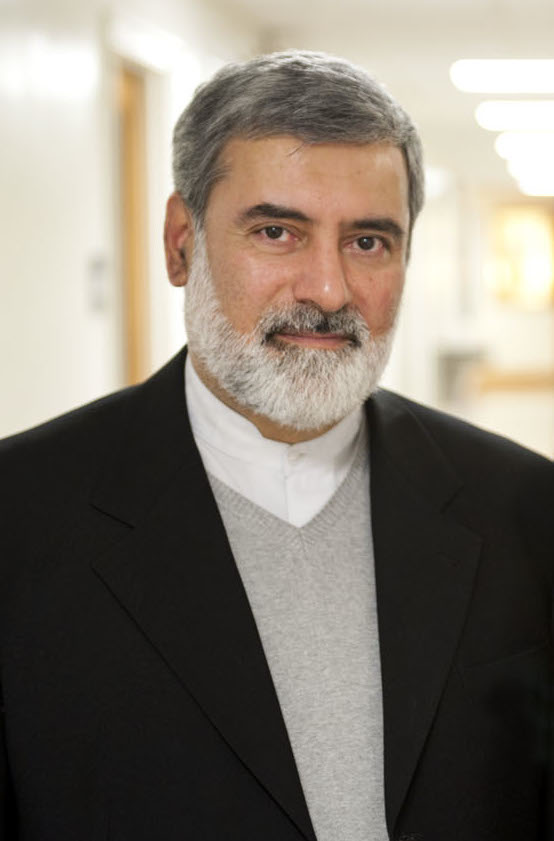
- محسن کدیور دیدگاه سروش در مورد پلورالیسم دینی، وحی و فقه را نقد می‌کند.

 سروش، فقه را عامل مسائل و مشکلات سیاسی، اقتصادی، فرهنگی و اجتماعی ایران جلوه داده است. محسن کدیور در موضع انتقادی از این تحلیل عامل این مشکلات را «استبداددینی» دانسته است: «تقلیل اسلام به یک ساحت (عرفانی، اخلاقی، فلسفی و فقهی) و مبالغه در هر یک، خلاف اخلاق علمی است. فقیهان مذموم بالذات نیستند تا شما از اخذ دینتان از ایشان نهی شوید، عارفان نیز ممدوح بالذات نیستند تا اخذ دین از ایشان مایه مباهات باشد. فقاهتِ نافی طریقت همانقدر مذموم است که عرفانِ نافی فقاهت.» پلورالیسم دینی و تبیین وحی از دیگر نکات اختلاف نظر این دو متفکر است. نظریه‌های سروش پیش از این نیز با اعتراض برخی جریان‌های مذهبی در ایران مواجه شده بود، اما برخلاف سایر منتقدان روحانی که صرفاً به انتقاد پرداخته‌اند، حسین نوری همدانی موضع تکفیری در مقابل سروش اتخاذ کرده است.
- مجید مجیدی، کارگردان و فیلمنامه‌نویس نیز از وی انتقاد کرده است.[۸۴]بهاءالدین خرمشاهی هم از چهره‌هایی بود که به انتقاد از نظرات عبدالکریم سروش دربارهٔ قرآن پرداخت.[۸۵]
- از دیگر مدعیان انتقاد از سروش رضا داوری اردکانی است که همواره از دیدی غرب ستیزانه به نقادی لیبرالیسم می‌پردازد.

دعوای سروش و داوری به نیمه‌ها و اواخر دهه شصت می‌رسد، زمانی که سروش مشغول طرح قبض و بسط دین بود، و داوری بر دیدگاه پوپری سروش خرده می‌گرفت، امری که حکومت را خوش می‌آمد زیرا سروش که خود زمانی ایدئولوگ نظام معرفی شده بود، و در نقد اندیشه مارکسیستی رایج میان روشنفکران در تلاش بود، این بار در مقام منتقد دین ایدئولوژیک شده، در برابر همان نظام ظاهر شد. آقای داوری خطاب به عبدالکریم سروش می‌گوید: «این پوپر کیست که هم دشمنان انقلاب اسلامی در خارج از کشور اثر او را وسیله مخالفت کرده‌اند و هم در داخل جمهوری اسلامی گروهی برایش سر و دست و پا می‌شکنند و مخالفت با او را مخالفت با مقدسات می‌شمارند».
سروش در ۲۳ آذر ۱۳۹۱ در نامه‌ای ضمن مذمت اردکانی و توضیح انتقاداتی که او به «پوپرستیزی» تعبیر می‌کند می‌نویسد:
این ساکنان حجره‌های تحجر و تنعم به‌گزاف بر مسند فرهنگ تکیه زده‌اند و تجاوزها، شکنجه‌ها، سوزاندن‌ها، در سردخانه خواباندن‌ها، پرپر کردن دانشجویان، برهم زدن انجمن‌ها و مجلس‌ها، بستن و شکستن رسانه‌ها و اعتراف گرفتن‌ها را اصلاً به روی مبارکشان نمی‌آورند و هیچ‌یک طاقتشان را طاق نمی‌کند و غیرت‌شان را نمی‌جنباند (واخیر ترینش فاجعه قتل مظلومانه ستار بهشتی). در این میان فقط روشنفکری دینی است که‌امّ‌المصائب است و باید فروکوفته شود! و آنگاه می‌خواهند کسی در نیت «خیرشان» شک نکند، و یقین کند که نَفَس جز به یاد حق نمی‌کشند و قلم جز به پاس حقیقت نمی‌زنند.
 چند روز بعد، بیژن عبدالکریمی مقاله‌ای تحت عنوان «رهبری تمدنی و نه رهبری سیاسی» در پاسخ به این نوشته منتشر کرد.

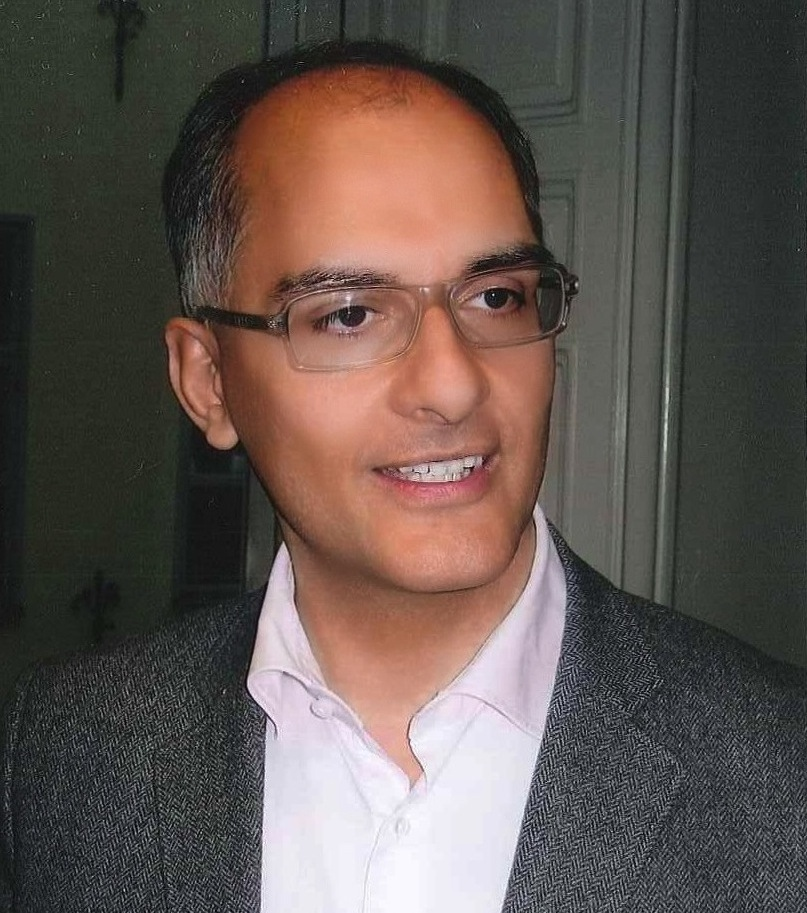
اشک دالن

- اشک دالن، ایران‌شناس سوئدی، افکار معرفت شناختی عبدالکریم سروش را در چند فصل کتاب خود به نام Islamic Law, Epistemology and Modernity (شریعت، معرفت‌شناسی و مدرنیته: فلسفه حقوق در ایران معاصر) مورد نقد قرار می‌دهد.[۸۹]
- حمید وحید در مقاله‌ای در نقد دیدگاه‌های سروش در باب قبض و بسط معرفت دینی معتقد است که نظرگاه سروش به ناواقع گرایی منتهی می‌شود. وی پس از صورت بندی مدعای سروش به صورت زیر:

الف) مشاهده تئوری بار است.
ب) معنا (تفسیر) تئوری بار است؛ که از مقدمه الف استخراج شده است.
ج) پیش فرض‌ها (نظریه‌های پیش زمینه) بسته به زمان هستند و بنابراین متغیر هستند.
نتیجه آن که معرفت دینی یا علم دینی دائماً در حال تغییر و سیلان است. می‌نویسد که این مدعا از چند اشکال اساسی رنج می‌برد. نخست این که برهانی غیر معتبر است و مبتنی بر مقدماتی کاذب است. وی با فرض معتبر بودن این استدلال می‌نویسد: این مدعا و استدلال غیر معتبر است چرا که هیچ راهی وجود ندارد تا مقدمه ب را از مقدمه الف استخراج کنیم. حتی اگر بپذیریم که مشاهده سرشار از تئوری است بسختی می‌توان به این نتیجه رسید که معنا نیز چنین است. علاوه بر این بر اساس نظر جری فودور، به نظر وحید، می‌توان این ادعای کوهنی دکتر سروش را به چالش کشید که مشاهده تئوری بار است. از نگاه فودور و بر اساس تز مودولاریتی، ذهن یک سیستم صرف و پردازشگر تنها نیست بلکه خود ذهن از بسیاری زیر سیستم‌ها تشکیل می‌شود که به نسبت مستقل از هم عمل می‌کنند. این زیر سیستم‌ها به ورودی و خروجی و مبدل تقسیم و سیستم‌های مرکزی تقسیم می‌شوند. مبدل‌ها در بینابین ذهن و جهان قرار می‌گیرند. خلاصه نظر فودور برخلاف کوهن آن است که پردازشگر حسی تحت تأثیر تئوری‌هایی نیست که جسم ما از باورها در سیستم مرکزی می‌سازد.

## آثار

### کتاب‌ها
- تضاد دیالیکتیکی
- نهاد ناآرام جهان
- چه کسی می‌تواند مبارزه کند؟
- علم چیست، فلسفه چیست؟
- فلسفه تاریخ
- دانش و ارزش
- علم و ایمان
- ایدئولوژی شیطانی
- تفرج صنع
- قبض و بسط تئوریک شریعت
- اوصاف پارسایان
- قصه ارباب معرفت
- حکمت و معیشت (دو جلد)
- فربه‌تر از ایدئولوژی
- حدیث بندگی و دلبردگی
- مدارا و مدیریت
- سیاست-نامه
- آیین شهریاری و دینداری (سیاست‌نامه۲)
- اخلاق خدایان
- ادب قدرت ادب عدالت
- از شریعتی
- اندر باب اجتهاد (دربارهٔ کارآمدی فقه اسلامی در دنیای امروز) ـ به همراه حسین‌علی منتظری و مجتهد شبستری
- بسط تجربهٔ نبوی
- درس‌هایی در فلسفه علم‌الاجتماع
- رازدانی و روشنفکری و دینداری
- رسول آفتاب (قرائت گزیدهٔ غزلیات شمس توسط عبدالکریم سروش)
- سروش قونیه (قرائت لب لباب مثنوی توسط عبدالکریم سروش)
- سنت و سکولاریسم (به همراه مجتهد شبستری، مصطفی ملکیان، محسن کدیور)
- صراط‌های مستقیم
- قمار عاشقانه
- ما در کدام جهان زندگی می‌کنیم؟
- خدا چون عشق
- کلام محمد،رویای محمد
- نصیحت الملوک،سیاست نامه ۲
- جرس جنبانان اصلاح (اثر منظوم به مثنوی)

### ترجمه‌ها
- فلسفه علوم اجتماعی (نوشته آلن راین)
- مبادی مابعدالطبیعی علوم نوین (نوشته آدوین آرتور برث)
- علم‌شناسی فلسفی
- تبیین در علوم اجتماعی (نوشته دانیل لیتل)

### تصحیح
- مثنوی معنوی

## جوایز و افتخارات
- سروش در سال ۲۰۰۴ برنده جایزهٔ اراسموس شده است.[۹۱]
- در مجلهٔ تایم جزو صد متفکر برتر دنیا در سال ۲۰۰۵ شناخته شده است.[۹۲]
- همچنین در مجلهٔ Prospect هفتمین متفکر مؤثر دنیا در سال ۲۰۰۸ خوانده شده است.[۹۳]
- مجلهٔ فارن پالیسی در سال ۲۰۰۹ وی را به عنوان چهل و پنجمین نفر از روشنفکران نخبهٔ جهان خوانده است.[۹۴]
- مجلهٔ فارن پالیسی وی را چهلمین متفکر جهان در سال ۲۰۱۲ شناخته است.[۹۵]